# Freeway of Love
«Freeway of Love» es una canción publicada como primer sencillo extraído del álbum de Aretha Franklin de 1985 Who's Zoomin' Who?. El sencillo se reveló un gran éxito en Estados Unidos, donde alcanzó la tercera posición de la Billboard Hot 100 y la primera de la Hot R&B Singles durante cinco semanas (del 27 de julio de 1985 al 24 de agosto de 1985). Una versión remix además alcanzó la cima de la lista Hot Dance Music/Club Play. También ganó un Grammy award como mejor interpretación femenina de R&B.

## Lista
| Lista (1985)                     | Posición |
| -------------------------------- | -------- |
| U.S. Billboard Hot 100           | 3        |
| U.S. Billboard Hot Black Singles | 1        |
| Reino Unido                      | 68       |
| Países Bajos                     | 31       |